# جائحة فيروس كورونا في نيفادا 2020
تأكد وصول جائحة كوفيد-19 إلى ولاية نيفادا الأمريكية في 5 مارس 2020 مع تسجيل أول إصابة فيها. أعلن حاكم ولاية نيفادا ستيف سيسولاك حالة الطوارئ في 12 مارس 2020 خوفًا من تفشي الوباء في الولاية، وبعد أربعة أيام أعلنت ولاية نيفادا عن أول وفاة فيها ناتجة عن فيروس كورونا. بحلول 3 سبتمبر 2020 كانت الولاية قد سجلت 70223 إصابة بفيروس كورونا و1363 وفاة ناجمة عنه. سُجلت أغلب الإصابات والوفيات في مقاطعة كلارك التي تشمل وادي لاس فيغاس.
أمر الحاكم سيسولاك بإغلاق الشركات غير الأساسية في الولاية في 17 مارس 2020 للحيلولة دون انتشار الفيروس. بقيت متاجر البقالة مفتوحة لأنها اعتبرت ضرورية، وسمح للمطاعم بتقديم خدمات التوصيل إلى المنازل، وأمر الحاكم أيضًا في نهاية مارس 2020 بإيقاف عمليات إخلاء المستأجرين ومصادرة الرهن العقاري لمدة 90 يومًا.
نظمت احتجاجات عديدة ضد أمر إغلاق الذي أصدره الحاكم سيسولاك ابتداءً من أبريل 2020، وانتقدت رئيسة بلدية لاس فيغاس كارولين غودمان قرار الإغلاق ومدته، وحثت سيسولاك على إعادة فتح الولاية. أطلقت ولاية نيفادا المرحلة الأولى من إعادة الافتتاح في 9 مايو 2020، وكانت المطاعم ومحلات البيع بالتجزئة ومراكز التسوق في الهواء الطلق وصالونات الحلاقة من بين الشركات التي سُمح بإعادة فتحها، ولكن مع اتخاذ كافة الاحتياطات، مثل تقليل عدد العمال بنسبة 50%. أعلن سيسولاك حالة الطوارئ المالية في الولاية بتاريخ 11 مايو 2020. بدأت المرحلة الثانية من إعادة الافتتاح في 29 مايو 2020، فسُمح بإعادة فتح الحدائق العامة والشركات مثل الحانات وصالات الألعاب الرياضية ودور السينما، وأعيد فتح الكازينوهات في 4 يونيو 2020.

## خلفية
في 12 يناير 2020، أكدت منظمة الصحة العالمية عن ظهور فيروس كورونا المستجد كسبب للمرض التنفسي الذي أصاب مجموعة من الأشخاص في مدينة ووهان، مقاطعة خوبي، الصين، إذ أُبلغ عنهم إلى منظمة الصحة العالمية في 31 ديسمبر 2019. كانت نسبة الوفيات بين الحالات المُشخصة بكوفيد-19 أقل بكثير من جائحة فيروس سارس في عام 2003، لكن انتقال العدوى كان أكبر، والوفيات أيضًا.

## جدول زمني

### مارس 2020
أعلنت ولاية نيفادا عن أول إصابة بفيروس كورونا المستجد في 5 مارس 2020 لرجل في الخمسينيات من عمره، سافر مؤخرًا إلى ولاية واشنطن ويعيش في لاس فيغاس.
أعلن حاكم ولاية نيفادا ستيف سيسولاك حالة الطوارئ في 12 مارس 2020 بسبب المخاوف من تفشي فيروس كورونا، لتكون نيفادا بذلك الولاية رقم 24 التي تعلن حالة الطوارئ بسبب جائحة كوفيد-19. شكل سيسولاك فريقًا يتكون من خمسة أعضاء من الخبراء الطبيين لتقديم المشورة أثناء فترة الوباء.
نفذت المحكمة الثامنة والمحكمة العليا في نيفادا تغييرات في الإجراءات المتبعة من أجل حماية الناس من العدوى اعتبارًا من 13 مارس 2020. عُلقت جميع المحاكمات أمام هيئة المحلفين لمدة شهر في مدينة كلارك، وعلقت محكمة العدل في لاس فيغاس إجراءات الإخلاء لمدة 30 يومًا. استمرت قاعات المحاكم في لاس فيغاس بالعمل مع خفض عدد الموظفين وعدد المحاكمات، مع الالتزام بإجراءات التباعد الاجتماعي. سُمح بمتابعة جلسات المحكمة غير الأساسية التي حُددت مواعيدها سابقًا عن طريق الفيديو.
أعلنت شركة إم جي إم وشركة وين إغلاق فروعهما في لاس فيغاس في 15 مارس 2020 للمساعدة في منع انتشار الفيروس.
أبلغت ولاية نيفادا عن أول حالة وفاة بسبب فيروس كورونا في 16 مارس 2020، لرجل في الستينيات من عمره من لاس فيغاس، وفي نفس اليوم أعلنت مقاطعة يوريكا إغلاقًا فوريًا لبعض المرافق العامة بهدف حماية مواطنيها من جائحة كوفيد-19، وعلقت جميع الرحلات غير الضرورية لموظفي مقاطعة يوريكا إلى أجل غير مسمى. أغلقت المحكمة القضائية الثانية في مقاطعة واشو منشآتها وبدأت في إجراء جلسات المحاكمة عبر الفيديو.
أمر سيسولاك في 17 مارس 2020 بإغلاق جميع الأعمال غير الأساسية لمدة 30 يومًا اعتبارًا من 18 مارس من أجل منع انتشار فيروس كورونا، وكانت الكازينوهات من بين الشركات التي أمر الحاكم بإغلاقها. أنشأت السلطات أكثر من 40 مركزًا لتوزيع المواد الغذائية في حالات الطوارئ حول وادي لاس فيغاس لمساعدة العاطلين عن العمل المتضررين من عمليات الإغلاق، وتبرعت العديد من شركات الكازينو بالطعام غير المستخدم من مطاعمها. تبرعت هذه الشركات أيضًا بمعدات الحماية الشخصية ومعقمات الأيدي لمستشفيات لاس فيغاس وقسم شرطة العاصمة في لاس فيغاس.
عارضت كارولين غودمان عمدة لاس فيغاس أمر الإغلاق الذي أصدره سيسولاك وطول فترته، ودعت بدلًا من ذلك إلى الإغلاق لمدة 8 إلى 10 أيام فقط، قائلة إن لاس فيغاس لا يمكنها الاستمرار في الإغلاق أكثر من ذلك. اعتبرت متاجر البقالة ومخازن الأجهزة والصيدليات والبنوك ومحطات الوقود من بين الأعمال ضرورية، واستمرت خدمات الشرطة والإطفاء والرعاية الصحية، وسُمح لمواقع البناء بمواصلة أعمالها، وقال سيسولاك إنها وفرت فرص عمل نحن بأمس الحاجة إليها خلال الوباء. أُصدرت إرشادات لمواقع البناء، تنص على فحص صحة العمال يوميًا وأن يكونوا على مسافة ستة أقدام من بعضهم، وألا يزيد عدد التجمعات عن 10 أشخاص. أغلقت مقاطعة كلارك تقريبًا جميع مبانيها الحكومية أمام الناس لمدة شهرين ونصف الشهر.
بدأ عمدة مدينة ميسكيت مايلور لتمان في 18 مارس 2020 بتوزيع رسائل إلكترونية يومية على سكان المدينة لمنع التضليل والأخبار الزائفة حول الفيروس.
أصدر الحاكم سيسولاك في 24 مارس 2020 أمرًا بمنع تخزين الأدوية المضادة للملاريا (كلوروكين وهيدروكسي كلوروكوين)، وكانت هذه الأدوية قيد الدراسة على أمل أنها علاجات محتملة لفيروس كورونا، وحظر التجمعات التي تضم 10 أشخاص أو أكثر في محاولة لمنع انتشار فيروس كورونا.
أعلنت مدينة ميسكيت عن أول إصابة بفيروس كورونا فيها في 25 مارس 2020.
أعلنت مقاطعة هومبولت عن أول إصابة فيها بتاريخ 27 مارس 2020، وفي نفس اليوم أعلنت إدارة السلامة والصحة المهنية في نيفادا عن توصيات تتضمن المبادئ التوجيهية إلى مواقع البناء في جميع أنحاء الولاية، وذلك بعد اكتشاف أن العديد من المواقع لا تفرض التباعد الاجتماعي بين العمال، وقد ثبتت إصابة العديد من عمال البناء بفيروس كورونا في وادي لاس فيغاس.
افتتحت مدينتا لاس فيغاس وكلارك ملجًا مؤقتًا للمشردين في ساحة انتظار السيارات في حقل كاشمان في 28 مارس 2020، وذلك بعد إغلاق مأوى آخر مشابه بسبب تسجيل إصابة كوفيد-19، كان هذا الملجأ عبارة عن موقف سيارات جُهز على عجل لاستقبال المشردين. أثار تحويل موقف السيارات إلى ملجأ للمشردين جدلًا واسعًا حول عدم إيواء المشردين في مكان آخر مثل الفنادق والمنتجعات المغلقة في المدينة. تفاوضت سلطات مقاطعة كلارك لإيواء المشردين في الفنادق، لكن هذه الصفقة لم تنجح، وأشار مسؤول في مدينة لاس فيغاس إلى أن المدينة لا تمتلك أي فنادق.
أعلنت مقاطعة وايت باين عن أول إصابة بفيروس كورونا في 29 مارس 2020، وأعلنت مقاطعة واشو عن أول حالة وفاة فيها لرجل في الأربعينيات من عمره سافر مؤخرًا إلى مدينة نيويورك ونقل إلى المستشفى في 23 مارس. كانت هذه أول حالة وفاة بفيروس كورونا في شمال ولاية نيفادا.
طلب الحاكم سيسولاك في 31 مارس من الرئيس الأمريكي دونالد ترامب إعلان نيفادا ولاية منكوبة، ما يمنح الولاية وصولًا أكبر إلى الموارد الفيدرالية.

### أبريل 2020
مدد الحاكم سيسولاك في 1 أبريل 2020 أمر إغلاق الشركات غير الأساسية حتى نهاية الشهر، وذلك وفقًا للتعليمات الفيدرالية الجديدة الصادرة عن فرقة العمل المعنية بفيروس كورونا في البيت الأبيض. أصدر سيسولاك أيضًا توجيهًا على مستوى الولاية يحث السكان فيه على البقاء في المنزل، باستثناء الحالات الضرورية مثل حالات الرعاية الصحية وشراء الطعام، بالإضافة إلى ذلك استدعى سيسولاك الحرس الوطني في نيفادا للمساعدة في توصيل الإمدادات الطبية.
أعلن الحاكم سيسولاك في 4 أبريل 2020 أن الوكالة الفيدرالية لإدارة الطوارئ وافقت على إعلان نيفادا ولاية منكوبة، وفي نفس اليوم منحت لاس فيغاس متاجر الخمور المغلقة الموافقة على توصيل الكحول إلى المنازل داخل حدود المدينة، وبدأ اثنان من المتاجر الكبيرة - لي ديسكونت ليكور وتوتال واين آند مور - تقديم خدمات التوصيل، ثم منحت الموافقة على توصيل الكحول إلى المنزل لمناطق أخرى من وادي لاس فيغاس بعد بضعة أيام.
استدعى الحاكم سيسولاك 106 عنصر من الحرس الوطني للخدمة في 6 أبريل 2020. أعلنت مدينة تونوباه بولاية نيفادا عن أول إصابة بفيروس كورونا. أظهرت دراسة صدرت حديثًا أن اقتصاد نيفادا كان ثاني أكثر اقتصاد ضعيف في الولايات المتحدة، إذ يعتمد 17% من الناتج المحلي الإجمالي على السياحة.
بلغ عدد الإصابات المؤكدة في مقاطعة هومبولت في شمال نيفادا 14 إصابة بحلول 7 أبريل 2020، وهو ثاني أكبر عدد إصابات بين مقاطعات ولاية نيفادا التي يبلغ عدد سكانها أقل 17 ألف نسمة. قال مسؤول الصحة في المقاطعة إن هناك العديد من السكان الذين لا يأخذون فيروس كورونا على محمل الجد حتى الآن.
أمر الحاكم سيسولاك في 8 أبريل 2020 بإغلاق المكاتب العقارية وملاعب الغولف وملاعب كرة السلة والتنس، ومنع التجمعات الدينية التي تضم أكثر من عشرة أشخاص.
بحلول 10 أبريل 2020 كانت سبع مقاطعات ريفية لم تبلغ عن أي إصابات وهي: تشرشل وإزميرالدا ويوريكا ولاندر ولينكولن ومينيرال وبيرشينغ، وفي 13 أبريل 2020 أعلنت مقاطعة هومبولت عن أول وفاة فيها ناتجة عن كورونا لرجل في الأربعينيات من عمره، وفي نفس اليوم أعيد فتح موقف سيارات كاشمان كمجمع للعزل والحجر الصحي لعلاج الحالات التي لم تتمكن المستشفيات استقبالها والمشردين المصابين بفيروس كورونا، وقد بلغت الكلفة الإجمالية للمركز 6 ملايين دولار.
أعلن الحاكم سيسولاك في 14 أبريل 2020 أن 700 عنصرًا إضافيًا من الحرس الوطني سينضمون إلى جهود مكافحة فيروس كورونا، وسيتمركز معظمهم في لاس فيغاس، حيث سيقيمون مرافق رعاية بديلة، ويساعدون في إمدادات الطعام، ويقدمون الدعم الطبي.
وصفت العمدة غودمان في 15 أبريل 2020 الإغلاق الذي فرضه سيسولاك بأنه «الجنون التام» وحثته على إعادة فتح الولاية. قال الرئيس ترامب – وهو مالك فندق ترامب إنترناشونال في لاس فيغاس – إن فندقه تجاوب مع قرار الإغلاق الذي فرضه سيسولاك، وبرَّر انزعاج العمدة غودمان ومالكي الفنادق والكازينوهات من قرار الإغلاق. أرادت غودمان وقيادات الحزب الجمهوري في نيفادا أن يقدم الحاكم سيسولاك خطة لإعادة فتح الولاية تدريجيًا.
اندلعت احتجاجات في لاس فيغاس وكارسون سيتي في 18 أبريل 2020، وطالب المحتجون الحاكم سيسولاك بإعادة فتح الولاية. شارك ما لا يقل عن 500 شخص في فعالية أجريت في لاس فيغاس تألفت من قافلة سيارات للاحتجاج على قرارات سيسولاك بسبب رفضه دعوة الرئيس ترامب لسن خطة لإعادة البلاد تدريجيًا وخصوصًا ولاية نيفادا.
أعلن الحاكم سيسولاك في 21 أبريل 2020 أن ولاية نيفادا في «المرحلة صفر» من خطة إعادة فتح الولاية وتخفيف إجراءات التباعد الاجتماعي، وقال إن الشركات لن تفتح أبوابها حتى تشهد الولاية انخفاضًا مستمرًا لمدة 14 يومًا في عدد الإصابات بفيروس كورونا المستجد وحالات القبول في المستشفيات، ومن الشروط الأخرى اللازمة لإعادة فتح المرحلة الأولى زيادة عدد الاختبارات وتتبع الحالات المخالطة. لم يتمكن سيسولاك من تحديد موعد معين لتنفيذ المرحلة الأولى من إعادة فتح الولاية.
طالبت العمدة غودمان في مقابلة أجرتها في 23 أبريل 2020 بإنهاء الإغلاق، وقالت إنها اقترحت سابقًا فكرة أن تصبح مدينة لاس فيغاس نموذج لاختبار فعالية إجراءات التباعد الاجتماعي. أثارت مقابلة غودمان انتقادات واسعة حول فكرتها التي قُوبلت بالرفض. قال الحاكم سيسولاك من الواضح أننا لسنا مستعدين للفتح، ولن أسمح لمواطني نيفادا أن يصبحوا نموذج اختبار، وانتقدت النائبة الأمريكية دينا تيتوس من منطقة الكونغرس الانتخابية الأولى في نيفادا فكرة غودمان وحذرت من إعادة الافتتاح في وقت مبكر، قائلة إن على غودمان الاستماع إلى العلماء والمتخصصين في الرعاية الصحية والتوقف عن الحديث عن ناخبي كما لو كانوا حيوانات تجربة، وإنني لن أسمح أن يصبح العمال على وجه الخصوص نموذج اختبار.
نظم المذيع واين ألين روت في 24 أبريل 2020 قافلة سيارات عبر لاس فيغاس للاحتجاج على قرار سيسولاك لإغلاق الشركات، وشارك في الاحتجاج حوالي 980 سيارة. حدثت المزيد من الاحتجاجات في لاس فيغاس ورينو في اليوم التالي، وشارك في احتجاج لاس فيغاس ما يقرب من 400 شخص، ونظمته جمعية الكفاح من أجل نيفادا، وهي مجموعة محافظة، في حين شارك في احتجاج رينو حوالي 250 شخصًا معظمهم من أنصار الرئيس ترامب.
أعلن الحاكم سيسولاك في 27 أبريل 2020 أن ولاية نيفادا انضمت إلى ميثاق الولايات الغربية، وهي مجموعة من الولايات المجاورة تتعاون معًا في سبيل إعادة الافتتاح التدريجية. قال سيسولاك: يسافر ملايين الزوار من الولايات الغربية إلى نيفادا كل عام كوجهة سياحية رئيسية، وستكون هذه الشراكة حيوية لتعافينا الفوري والنهوض الاقتصادي على المدى الطويل.
مدد سيسولاك في 29 أبريل 2020 قرار البقاء في المنازل حتى 15 مايو، وقال إن أعداد الإصابة بفيروس كورونا والوفيات قد استقرت، على الرغم من أنه لم يتوقع إعادة فتح الكازينوهات حتى المرحلة الثالثة أو الرابعة. وقع سيسولاك أيضًا على قرار من شأنه أن يخفف بعض القيود المتعلقة بفيروس كورونا اعتبارًا من 1 مايو 2020، إذ سيُسمح لمحلات البيع بالتجزئة وبعض المقاهي بإعادة افتتاح جزئي، وسيُسمح للكنائس كذلك بتقديم بعض خدماتها، وسيسمح أيضًا بإعادة فتح ملاعب الغولف والتنس وكرة القدم. طالبت عدة مقاطعات ريفية سيسولاك بإعادة فتح اقتصاد الولاية بسرعة لا سيما في المناطق قليلة السكان التي لم تسجل عددًا كبيرًا من الإصابات بفيروس كورونا. مدد الحاكم سيسولاك مهل استخراج الوثائق الرسمية لمدة 90 يومًا، وفي نفس اليوم صوتت لجنة مقاطعة يوريكا لصالح إنهاء إجراءات العمل من المنزل لموظفي المقاطعة، وإعادتهم إلى العمل في مكاتبهم العامة مع اتباع احتياطات السلامة مثل إجراءات التباعد الاجتماعي.
أعرب الحاكم سيسولاك في 30 أبريل 2020 عن أمله في أن تنتقل الولاية إلى المرحلة الأولى من إعاد الافتتاح بحلول 15 مايو 2020. لن تُضمن الكازينوهات في إعادة افتتاح المرحلة الأولى، وقال سيسولاك إن مجلس نيفادا سيكون مسؤولًا عن القرارات حول توقيت إعادة فتح مثل هذه الشركات. ستبقى الحانات وأماكن الحفلات الموسيقية ومراكز التسوق والنوادي الليلية والأحداث الرياضية الكبيرة مغلقة أيضًا خلال المرحلة الأولى. سيسمح لتجار التجزئة المستقلين بإعادة فتح محلاتهم في المرحلة الأولى، مع اضطرار الموظفين والعملاء إلى ارتداء أقنعة الوجه. قال سيسولاك إن حكومات المقاطعات ستكون مسؤولة عن تحديد موعد السماح لمجتمعاتها بإعادة الفتح، قائلًا إن حكومات المقاطعات من خلال معرفتها بمجتمعاتها وخصائصها الفريدة وهياكلها التنظيمية، هي أفضل من يحدد مواعيد إعادة الفتح التدريجي للأعمال والحياة العامة، ومع ذلك ستبقى التجمعات التي تضم 10 أشخاص أو أكثر محظورة. حصل الحاكم سيسولاك على نسبة تأييد تبلغ 64% على طريقة تعامله مع الوباء، بينما حصلت العمدة غودمان على 28% فقط.

### مايو
في 2 مايو 2020 احتشدت مجموعة من الناس خارج قصر حاكم ولاية نيفادا، احتجاجًا على أمر سيسولاك بالبقاء في المنزل.
في 6 مايو 2020 قدم لاعب البوكر المحترف السابق دوك بولك إشعارًا بنية لبدء محاولة استدعاء ضد غودمان بعد تعليقاته المثيرة للجدل. اعتقد بولك أن غودمان قد فشل في تمثيل دائرته الانتخابية بمسؤولية وأظهر تجاهلًا واضحًا للصحة العامة. في ذلك الوقت، وجد تحليل لجميع الولايات الخمسين أن ولاية نيفادا كانت الأكثر تضررًا من التأثير الاقتصادي للفيروس.
في 7 مايو أعلن سيسولاك أنه سيُسمح للمطاعم وتجار التجزئة ومراكز التسوق في الهواء الطلق وصالونات تصفيف الشعر ودور السينما المتنقلة وتجار القنب بإعادة فتح أبوابها بعد يومين ولكن مع اتخاذ الاحتياطات. سيُطلب من الموظفين، على سبيل المثال، ارتداء الأقنعة، بينما ستقتصر المطاعم وتجار التجزئة على 50 بالمئة من طاقتهم المعتادة. في هذه الأثناء، رفعت مجموعة من أصحاب الأعمال وغيرهم دعوى قضائية ضد سيسولاك بسبب أمر البقاء في المنزل وتقييده لصرف دواء هيدروكسي كلوروكين. اتهمت الدعوى جزئيًا سيسولاك بإساءة استخدام سلطته وانتهاك الحقوق الدستورية بسبب إغلاقه للأعمال. كان سيسولاك أحدث حاكم أمريكي يُقاضى لذلك. وذكرت الدعوى أن مفوضة مقاطعة كيركباتريك كلارك مارلين ومسؤولين آخرين في الولاية مدعى عليهم أيضًا.
توفي روي هورن، وهو فنان سابق في لاس فيجاس ومقيم منذ فترة طويلة فيها بسبب المضاعفات التي تسبب بها الفيروس في 8 مايو 2020عن عمر يناهز 75 عامًا.
بدأت المرحلة الأولى حيز التنفيذ بحسب ما هو مقرر في 9 مايو 2020.  في نفس اليوم، نظمت مجموعة إعادة فتح نيفادا تجمعًا جمهوريًا واحتجاجًا في لاس فيجاس ضد سيسولاك؛ بسبب أوامره المتعلقة بالوباء والوتيرة البطيئة لإعادة فتح الولاية.
في 11 مايو 2020 أعلن سيسولاك حالة الطوارئ المالية بسبب تأثيرات فيروس كوفيد-19 على الاقتصاد. سيسمح الإعلان للدولة باستخدام أموال صندوق طوارئ بقيمة 400 مليون دولار.
في 14 مايو 2020 سُمح للشركات في وسط مدينة لاس فيغاس بتوسيع مبيعات التجزئة لتشمل الأرصفة، وسرى ذلك على الفور.  في نفس اليوم، أصبح مطار ماكاران الدولي بالمدينة أول مطار في الولايات المتحدة يركّب آلات البيع التي توزع معدات الحماية الشخصية.
في 15 مايو 2020، قال سيسولاك إن التقارير عن حالات الإصابة بفيروس كورونا الإيجابية استمرت في الانخفاض.
في 18 مايو 2020 بدأ كبار تجار التجزئة مثل كولس وماسي بإعادة فتح المتاجر في وادي لاس فيغاس، مع تطبيق تدابير أمان مختلفة.
اعتبارًا من 19 مايو 2020 لم تبلغ ثلاث مقاطعات -إزميرالدا ويوريكا وبيرشينج- عن أي حالات إصابة بفيروس كورونا. في هذه الأثناء، تعاملت إدارة شرطة مدينة لاس فيجاس مع 1100 شركة بقيت مفتوحة بدلًا من الامتثال لأمر إغلاق سيسولاك. أُرسلت تحذيرات إلى أصحاب مثل هذه الشركات بإمكانية السجن وإلغاء رخصتهم التجارية.
في 20 مايو 2020 أطلق مطار ماكاران الدولي حملة توعية عامة لإعلام المسافرين بالبقاء في مأمن من فيروس كورونا.
في 22 مايو 2020 أعلن سيسولاك أنه من المحتمل إعادة فتح كازينوهات الفنادق في الولاية في 4 يونيو، وأن المرحلة الثانية من إعادة افتتاح الدولة قد تأتي قريبًا. ستحدث عمليات إعادة الفتح فقط طالما أن التقارير الخاصة بحالات كوفيد-19الجديدة لم تزداد بشكل كبير خلال عطلة نهاية الأسبوع القادمة في يوم الذكرى.
في 25 مايو 2020 أبلغ قسم الحقوق المدنية بوزارة العدل الأمريكية سيسولاك أن حظره المكون من 10 أشخاص داخل الكنائس يمكن أن يكون انتهاكًا لشرط الممارسة الحرة، مشيرًا إلى أن الكنائس في ولاية نيفادا لا تُعامل على قدم المساواة مع الشركات الأخرى مثل المطاعم، التي سُمح لها بالعمل بسعة 50 في المئة بدلًا من 10 أشخاص فقط. وقال إريك دريباند، رئيس الوكالة الحكومية المسؤولة «نحن نتفهم أن هذه التوجيهات صدرت في خضم وضع غير مؤكد، ربما يتطلب قرارات سريعة بناءً على معلومات متغيرة. ومع ذلك، نشعر بالقلق من أن الحظر الصريح ضد 10 أو أكثر من الأشخاص الذين يتجمعون للحصول على خدمات العبادة الشخصية -بغض النظر عما إذا كانوا يحافظون على مبادئ توجيهية للتباعد الاجتماعي أو لا- يعاملون المنظمات الدينية وغير الدينية بشكل غير متساوٍ».
في 26 مايو 2020 أعلن سيسولاك أنه سيسمح بإعادة فتح الكازينوهات في 4 يونيو، بينما ستبدأ المرحلة الثانية قريبًا في 29 مايو. ستسمح المرحلة الثانية بإعادة فتح الحانات وأزقة البولينج وصالات الألعاب الرياضية ودور السينما وحمامات السباحة والمنتجعات الصحية ومتنزهات الولاية ومحلات الوشم. ستتطلب إعادة الفتح من الشركات تنفيذ تغييرات للمساعدة في منع انتشار فيروس كورونا.  زاد سيسولاك أيضًا حدود التجمعات العامة من 10 إلى 50 شخصًا، وأعلن أن المرافق الدينية يمكن أن تستأنف الخدمات الشخصية بقدرة منخفضة وبُعد اجتماعي قائم. في لاس فيجاس، خططت شركات الكازينو لفتح منتجعات معينة فقط، وبخدمات محدودة. وافقت عشرة فنادق في وادي لاس فيغاس على قبول الضيوف من الفنادق الأخرى والذين ثبتت إصابتهم بفيروس كورونا.
دخلت المرحلة الثانية حيز التنفيذ كما هو مقرر في 29 مايو 2020 مع إمكانية دخول المرحلة الثالثة بحلول 30 يونيو.

### يونيو 2020
في 3 يونيو 2020 أعيد افتتاح مركز فيرمونت ستريت إكسبيريمنت التجاري في لاس فيغاس. بعد يوم واحد، أعيد فتح كازينوهات مختارة كما هو مقرر، مع اتخاذ تدابير السلامة.
في 11 يونيو 2020 نتيجة للمشاكل المالية الناجمة عن فيروس كورونا، اقترح سيسولاك تغييرات على ميزانية الدولة، والتي تضمنت إجازة لجميع موظفي الدولة ليوم واحد كل شهر بدءًا من يوليو. وأعلن أنه سيوقف زيادة الرواتب. ستضمن هذه الإجراءات تسريح أقل من 50 موظفًا. واجهت ولاية نيفادا عجزًا قدره 900 مليون دولار في السنة المالية المنتهية في 30 يونيو، وعجزًا قدره 1.3 مليار دولار للعام المقبل. أعلن سيسولاك أيضًا أن مقاطعات ومدن نيفادا ستقسم 148.5 مليون دولار من المنح المقدمة من خلال قانون CARES. في غضون ذلك، كانت الولاية تشهد زيادة في الحالات اليومية الجديدة، لكن مسؤولي الصحة لم يعتقدوا بعد أنها كانت بداية موجة ثانية، بناءً على البيانات الأولية. كان أحد أسباب الارتفاع المفاجئ في عدد الحالات هو الزيادة الكبيرة في الاختبارات على مدار الأسبوعين الماضيين. وساهمت إعادة فتح الشركات في الزيادة.
في 12 يونيو 2020 وافق المجلس التشريعي لولاية نيفادا على تخفيضات ميزانية سيسولاك المقترحة، والتي بلغت 116 مليون دولار. وفي الوقت نفسه، أبلغت مقاطعة كلارك عن أول حالة في الولاية لمتلازمة الالتهاب متعدد الأجهزة لدى الأطفال (MIS-C) وهي متلازمة تسببها الإصابة بفيروس كوفيد-19.
في 15 يونيو أعلن سيسولاك أن الدولة لم تكن مستعدة بعد للدخول في المرحلة الثالثة من إعادة الافتتاح؛ بسبب ارتفاع حالات الإصابة بالفيروس ودخول المستشفى. ومع ذلك، قال إن عدد حالات الاستشفاء لم تكن كافية لإرهاق مستشفيات الدولة. وقال أيضًا إنه كان من المتوقع بالفعل ارتفاع الحالات الإيجابية نتيجة إعادة فتح المرحلة الثانية وزيادة الفحوصات. قال سيسولاك إن الولاية ستستمر في المرحلة الثانية. في نفس اليوم، شهدت ولاية نيفادا أعلى زيادة يومية في حالات الإصابة الجديدة بالفيروس. في غضون ذلك، أعادت الدولة فتح بعض المرافق الخاصة بها لأول مرة منذ ثلاثة أشهر.
في 18 يونيو 2020 أفادت جمعية الفنادق والنزل الأمريكية أنه من بين الولايات الأمريكية، سيكون لولاية نيفادا رابع أدنى إيرادات ضريبية على مستوى الولاية والمحلية لعام 2020 إذ ستخسر ما يقدر بنحو 1.1 مليار دولار. حتى تلك اللحظة، تلقت الولاية أكثر من 600 شكوى تجارية متعلقة بالوباء منذ إعادة فتح المرحلة الأولى. تضمنت الشكاوى بعض الشركات التي كانت تعمل عندما لم يكن من المفترض أن تفعل ذلك، والشركات التي لم تطبق احتياطات السلامة.
في 24 يونيو 2020 أمر سيسولاك بارتداء أقنعة الوجه في جميع الأماكن العامة اعتبارًا من 26 يونيو.
في 25 يونيو 2020 أعلنت مقاطعة يوريكا عن أول حالة إصابة بكوفيد-19.
في 29 يونيو 2020 مدد سيسولاك المرحلة الثانية حتى نهاية يوليو.
في لاس فيجاس، أقامت نقابة عمال الطهي واتحاد السقاة دعوى قضائية ضد الوحدات السكنية الخاصة، ومنتجع بيلاجيو، ومطعم في لينك بروميناد. طالبت الدعوى الشركات بتبني معايير أمان أفضل ضد فيروس كورونا، زاعمة أن العمال لا يتمتعون بالحماية الكافية في ظل الظروف الحالية.
استمرت الحالات الإيجابية في الارتفاع حتى نهاية الشهر، وكانت الأماكن المغلقة تمثل أكبر خطر. وكان لنيفادا أعلى معدل انتقال تقديري في أي ولاية أمريكية، أدت كل حالة كوفيد-19إلى 1.56 إصابة جديدة.

### يوليو 2020
في 1 يوليو 2020 أعلنت الدولة عن خطط أخرى لمكافحة الفيروس، بما في ذلك زيادة تنفيذ تدابير السلامة والخطوط الساخنة للأشخاص للإبلاغ عن انتهاكات العمل.  وفي الوقت نفسه، توقفت خطط استدعاء العمدة غودمان، إذ فشلت الجهود في الحصول على أي توقيعات. والسبب في ذلك ارتفاع حالات الإصابة وحقيقة أن التوقيعات الشخصية مطلوبة.
اعتبارًا من 7 يوليو 2020 لم تشهد مدينة إيلي سوى عدد قليل من الحالات وعدم وجود وفيات، وكلاهما يُعزى إلى موقعه البعيد في الولاية. بالإضافة إلى ذلك، واصل سجن روبنسون ماين القريب وسجن ولاية إلى عملياته أثناء الوباء مما قلل من التأثير الاقتصادي في إيلي.
في 14 يوليو 2020 ذكرت إدارة السلامة والصحة المهنية (OSHA) أن 80 بالمائة من الولاية كانت ملتزمة باحتياطات السلامة الخاصة بفيروس كورونا.  في غضون ذلك، عزا مسؤولو الصحة ارتفاع الحالات الأخيرة إلى التجمعات التي وقعت خلال عطلة الرابع من يوليو الأخيرة.
بحلول 16 يوليو 2020 أُدرجت مقاطعة كلارك على أنها منطقة حمراء في تقرير مقدم إلى فريق عمل البيت الأبيض المعني بفيروس كورونا. احتوى التقرير على ذلك لأن الولاية، إلى جانب 17 دولة أخرى، أبلغت عن 100 حالة جديدة لكل 100000 شخص في الأسبوع السابق. سبب آخر هو أن أكثر من 10 في المئة من اختبارات التشخيص عادت بنتيجة إيجابية. بدأت المقاطعة في تقييم ما إذا كانت الإجراءات الإضافية ضرورية للتعامل مع الفيروس.
في 21 يوليو 2020 أُبلغ عن 28 حالة وفاة جديدة، وهي أكبر حالات وفاة للولاية في يوم واحد، وربما تكون نتيجة لتأخر الإبلاغ.
في 24 يوليو 2020 حكمت المحكمة العليا للولايات المتحدة بقرار 5 إلى 4 أن سيسولاك لديه الحق في قصر التجمعات الكنسية على 50 شخصًا. جاء القرار بعد أن طعنت كنيسة في مقاطعة ليون في أمر سيسولاك. أشارت الكنيسة إلى أن الشركات الأخرى -بما في ذلك صالات البولينج وصالات الألعاب الرياضية والصالونات والمتنزهات المائية- سُمح لها بالعمل بنسبة 50 في المائة بدلًا من 50 شخصًا كحد أقصى.
في 27 يوليو 2020 أعلن سيسولاك أنه ستصدر خطة جديدة في الأسبوع التالي بمعايير محدثة لإعادة فتح الأعمال تدريجيًا. ستبتعد الخطة الجديدة عن نظام الفتحات المرحلية، إذ قال سيسولاك إنه في حين أن المراحل كانت منطقية في ذلك الوقت، علينا أن نتحلى بالمرونة والاستجابة لما نراه الآن.
في 31 يوليو 2020 مدد سيسولاك أوامر فيروس كورونا التي حدت من قدرة الشركات إلى 50 بالمئة والتجمعات إلى 50 شخصًا.
بحلول نهاية الشهر، كانت نتيجة اختبار ما لا يقل عن 347 زائرًا من خارج الولاية إيجابية، بناءً على البيانات التي تعود إلى 1 يونيو 2020.

## تأثير الجائحة

### البارات والمطاعم
كانت البارات من بين الأعمال غير الضرورية التي شملها قرار الإغلاق في 18 مارس 2020. مُنعت المطاعم من تقديم الوجبات ضمنها، ولكن سُمح لها بتقديم الأطعمة السفرية ليأخذها الزبائن دون الترجل من سياراتهم، إضافةً إلى خدمات التوصيل. بعد أسبوع من الإغلاق، سمحت مقاطعة كلارك للمطاعم ببيع الكحول باستخدام تصريح مؤقت. شمل التصريح فقط المطاعم الحاوية على بارات، وأُتيح فقط للزبائن الذين طلبوا الحصول على الطعام من الرصيف دون النزول من سياراتهم.
سُمح للمطاعم بتقديم الوجبات ضمنها في التاسع من مايو 2020 ضمن المرحلة الأولى التي بدأتها البلاد لإعادة افتتاح الاقتصاد، على أن يقتصر عدد الزبائن على 50% من السعة المعتادة. بعد أيام قليلة من إعادة الافتتاح، أعلن المجلس المسؤول عن ضبط ألعاب المقامرة في ولاية نيفادا السماح للمطاعم ضمن الكازينوهات بالافتتاح ضمن المرحلة الأولى على أن لا يضطر الزبون للمرور عبر الكازينو للوصول إلى المطعم ودورات المياه. وضع المجلس شرطًا آخر طبقه على المقاطعات الكبيرة. اقتضى هذا الشرط الحد من ازدحام الزبائن الذين ينتظرون الدخول. قال سيسولاك حاكم ولاية نيفادا إن الهدف الأساسي من إعادة افتتاح مطاعم الكازينوهات هو العود بالمنفعة على المجتمعات الصغيرة مثل «إلي» حيث تكون خيارات تناول الطعام محدودةً، وليس على مناطق مثل لاس فيغاس. اقتنع سيسولاك بافتتاح هذه المطاعم بعد إلحاح من المجتمعات الريفية. سُمح للمطاعم في مركز لاس فيغاس أيضًا بتوسيع أماكن تقديم الطعام لتشمل الأرصفة.
سُمح للبارات المستقلة أن تستأنف العمل في 29 مايو 2020 ضمن إجراءات المرحلة الثانية، بينما افتتحت الكازينوهات بعد أسبوع. سمحت رموز الاستجابة السريعة لزبائن البارات بإدراج أسمائهم ضمن قوائم انتظار المطاعم والبارات، واستُخدمت رموز مماثلة لإرسال قوائم المطاعم إلى هواتف الزبائن الخلوية. بقيت المقاصف (التي تقدم سلع اجتذاب للكازينوهات، وهذا مفهوم شائع في لاس فيغاس) مغلقةً بانتظار الموافقة على إعادة الافتتاح من الولاية. افتتحت بعض المقاصف بعد وقت قصير لكن مع وجود طاقم خدمة قائم عليها بدلًا من الخدمة الذاتية.
في 9 يوليو 2020، أعلن سيسولاك عن إعادة إغلاق البارات في مقاطعتي كلارك وواشو في اليوم التالي بسبب ارتفاع الإصابات بفيروس كورونا. أُضيفت خمس مقاطعات أخرى إلى قائمة الإغلاق في يوم تطبيق القرار، وهي إلكو وهومبولت ولاندر وليون وناي. بعد بضعة أيام، رفع 37 بارًا في مقاطعة كلارك دعوًى قضائيةً ضد أوامر الإغلاق التي أصدرها سيسولاك بخصوص هذه المنشآت. زعم المدعون أن البارات عوملت بشكل مختلف عن الأعمال الأخرى غير الضروروية، وصرحوا إن البارات كانت ممتثلةً إلى حد كبير بإجراءات السلامة. بعد أسبوعين من رفع الدعوى القضائية، أعلن سيسولاك السماح بإعادة افتتاح البارات مباشرةً في ثلاث مقاطعات ريفية وهي: لاندر وليون وهومبولت. عبر سيسولاك عن ندمه على الإغلاق الشامل للبارات في الولاية وقال: «بالنظر إلى ما حدث، لا أدري إذا كان ما فعلناه هو أفضل ما يمكن القيام به»، واعترف بالتزام العديد من البارات بإرشادات السلامة.
في أغسطس 2020، حكم القاضي لصالح أوامر إغلاق البارات التي أصدرها سيسولاك. في تلك الأثناء، منح سيسولاك قوى المهام الخاصة بكوفيد-19 في الولاية مسؤولية اتخاذ القرارات المتعلقة بإعادة افتتاح البارات المتبقية. أجلت قوى المهام خطط إعادة الافتتاح في مقاطعتي كلارك وواشو حتى شهر سبتمبر 2020 على الأقل. صوتت قوى المهام أيضًا للإبقاء على إغلاق بارات مقاطعة إلكو أسبوعين إضافيين لأن خطة التنفيذ ما زالت تحت التطوير نظرًا لتعداد سكانها.

### الكازينوهات
أُغلقت الكازينوهات في 18 مارس 2020 شأنها شأن الأعمال الأخرى غير الضروروية. شمل الإغلاق على مستوى الولاية 440 كازينو، إضافةً إلى 1,977 شركةً تدير كازينوهات صغيرة تحوي 15 آلة قمار (سلوت) أو أقل، مثل المتاجر والمطاعم ومحلات البقالة. كانت هذه أول مرة تغلق فيها الكازينوهات في شارع لاس فيغاس ستريب منذ جنازة جون إف. كينيدي الرسمية عام 1963. يعتمد اقتصاد ميسكيت على السياحة والكازينوهات بشكل أساسي مثلما هو الحال في لاس فيغاس، وقد تضرر بشدة نتيجة الإغلاقات التي فرضتها الجائحة.
في بداية مايو 2020، بدأت بعض الكازينوهات بعرض خدمات مراهنات رياضية لا تستلزم الترجل من السيارة. في هذه الأثناء، منحت لجنة ألعاب المقامرة في نيفادا موافقةً جماعيةً ونهائيةً على الإرشادات التي أنشأها مجلس ضبط ألعاب المقامرة في نيفادا، ما سمح للكازينوهات أخيرًا بإعادة الافتتاح مع تقليص نسبة الإشغال وزيادة التطهير. في 12 مايو 2020 نظم اتحاد عمال الطهي وقفةً احتجاجيةً بالمركبات قرب شارع لاس فيغاس ستريب. احتج الاتحاد على المعلومات الواردة من شركات الكازينوهات فيما يتعلق بخططهم لإعادة الافتتاح وحماية العمال والزوار. شاركت مئات المركبات في هذا الاحتجاج.
في ذلك الوقت، خططت عدة فنادق كازينوهات في لاس فيغاس ستريب لإعادة الافتتاح خلال شهر مع تطبيق إجراءات أمان جديدة لحماية الزبائن من كوفيد-19. أعلن فندق ستيشن كازينو أن كل موظفيه في منطقة لاس فيغاس -الذين يقارب عددهم 14,000- سيخضعون لاختبارات فيروس كورونا قبل العودة إلى العمل. في 27 مايو 2020، وقبل أسبوع من إعادة افتتاح الكازينوهات، حدّث مجلس ضبط ألعاب المقامرة في نيفادا إرشادات الأمان الخاصة به فيما يتعلق بهذه الأعمال، ما صعب على الملاك تلبية المتطلبات الجديدة في موعد إعادة الافتتاح. في نهاية الشهر، منح مالك كازينو لاس فيغاس ديريك ستيفنس 2,000 تذكرة طيران مجانية للمدينة لدعم الاقتصاد.
بقيت الأسئلة المتعلقة بإعادة افتتاح الكازينوهات الوشيكة في لاس فيغاس دون أجوبة. أقام اتحاد الطهاة في فترة بعد الظهر من يوم الاثنين 29 مايو 2020 احتجاجًا جديدًا بالمركبات في لاس فيغاس ستريب، وطالبوا بالإعلان عن المعلومات المتعلقة بخطط شركات الكازينوهات لمنع انتشار كوفيد-19 وحفظ سلامة الناس. طلب الاتحاد أيضًا من المجلس المسؤول عن ضبط ألعاب المقامرة في نيفادا اعتماد إرشاداته الصحية واعتبارها الحد الأدنى من متطلبات السلامة التي يجب على شركات تشغيل الكازينوهات تطبيقها. طغى احتجاج آخر على احتجاج الاتحاد، إذ نظمت حركة «حياة السود مهمة» حركةً احتجاجيةً ردًا على مقتل جورج فلويد في شارع لاس فيغاس ستريب تزامنت مع احتجاج اتحاد الطهاة.
ظهرت المزيد من الاحتجاجات في نيفادا استجابةً لقضية جورج فلويد في نهاية مايو 2020، ما نجم عنه أعمال شغب واشتباكات بين المحتجين والسلطات، وبدا أن الاحتجاجات ستحمل تأثيرًا سلبيًا على إعادة افتتاح الكازينوهات في لاس فيغاس نتيجة الاضطراب المدني الذي لن يشجع السياح على القدوم. قبل هذه القضية، شهدت إعادة الافتتاح طلبًا محدودًا، ما دفع بعض شركات الكازينوهات إلى زيادة عدد منشآتها التي ستعود إلى العمل في لاس فيغاس ستريب في الرابع من يونيو. ألغت هيئة لاس فيغاس للمؤتمرات والزوار حملتها الإعلانية الداعمة لإعادة افتتاح الكازينوهات نتيجة الاحتجاجات.
بدأت كازينوهات منتقاة بإعادة الافتتاح وفق الموعد المحدد في الرابع من يونيو 2020 بعد إغلاق استمر 78 يومًا، وطُبقت إجراءات سلامة عديدة ضمن هذه المنشآت. وجب على الموظفين ارتداء أقنعة وقفازات، وشُجع الزبائن على فعل المثل. عرضت أقنعة وجه مجانية على الضيوف، وقيست حرارتهم في مدخل الكازينو، ومن ظهر لديه ارتفاع في درجة الحرارة أُعيد فحصه بعد 15 دقيقة للتحقق من دقة القياس الأول. نُقل الذين عانوا من ارتفاع حرارة مؤكد إلى منطقة حجز مؤقتة للاستجواب الصحي، ولم يُسمح لهم بدخول بقية أقسام الكازينو.
في لاس فيغاس، نُقل الضيوف الذين ظهرت نتائج اختبارهم إيجابيةً إلى واحد من الفنادق العشرة في المنطقة التي تستقبل مصابين. كان عدد الأماكن محدودًا على طاولات المقامرة، ووُضعت حواجز زجاجية على هذه الطاولات وفي ردهات الفنادق. جُهزت أماكن لغسل اليدين في الطابق المخصص للكازينو في بعض المنتجعات، وأُوقفت كل أجهزة المقامرة (السلوت) عن العمل لتعزيز التباعد الاجتماعي. عرضت منتجعات كازينوهات لاس فيغاس حسومًا على الغرف وعروضًا ترويجية متنوعةً لجذب الضيوف. أجلت بعض المنشآت أيضًا جمع رسوم دخول المنتجع أو مواقف السيارات. شهدت شركات لاس فيغاس ارتفاع الطلب على خدماتها لدرجة تجاوزت التوقعات السابقة.
في غضون شهر من إعادة الافتتاح، بدأت المخاوف تنتشر بين الموظفين في عدة منتجعات في لاس فيغاس بسبب عدم تلقي التدريب الملائم على اتخاذ احتياطات السلامة. انزعج الموظفون أيضًا من تعتيم شركات الكازينوهات على عدد الموظفين المصابين بفيروس كورونا مع أنهم غير مطالبين بتقديم معلومات كهذه لعمالهم.
في 13 يوليو 2020، أعلنت شركة بويد للمقامرة في نيفادا عن تسريح 25% على الأقل من عمالها مؤقتًا بسبب التأثير الاقتصادي الذي سببته الجائحة.

### الأحداث والفعاليات الترفيهية الحية
أُجلت أحداث عديدة من ضمنها حفلات وعروض إلى مواعيد لاحقة وأُلغي بعضها نتيجة الجائحة. أُجلت قمة آسيان في شهر فبراير 2020 في لاس فيغاس، وتلاها إلغاء أحداث مهمة مثل معرض الألعاب العالمي ومعرض الإلكترونيات الاستهلاكية ومعرض ترفيه البالغين الذي ترعاه مجلة إيه في إن وكرنفال إليكتريك دايزي. أُلغي أيضًا مهرجان الرجل المحترق، وهو حدث سنوي يُقام في صحراء بلاك روك.
حُظرت حفلات الترفيه الموسيقية الحية في لاس فيغاس على نطاق واسع، عدا تلك التي تعتمد موسيقى الأمبينت. لم يُسمح بترويج هذه الأحداث الترفيهية أو بيع تذاكر لحضورها، وحُظر الرقص ضمنها أيضًا. أُغلق عرض الحلم (لا ريف) طويل الأمد في لاس فيغاس مؤقتًا بسبب الجائحة.

### مستأجرو الملكيات التجارية والسكنية
في 29 مارس 2020، أعلن الحاكم سيسولاك تعليق قانون الإخلاء وحبس الرهن مؤقتًا مدة 90 يومًا مراعاةً لحال مستأجري المنشآت التجارية والسكنية، مصرحًا «إن الوقت غير مناسب لطرد الناس إلى الشوارع، أو لطرد ذوي الأعمال التجارية الصغيرة الذين تأثروا بسبب تراجع الاقتصاد الناجم عن الجائحة».
بعد ثلاثة أشهر، أعلن سيسولاك رفع تعليق القانون تدريجيًا، وبهذا يمكن لمالكي المناطق التجارية الشروع في عمليات الإخلاء مجددًا في 1 يوليو 2020، ويمكن استئناف الإخلاء في مناطق سكنية معينة بعد شهر إذا بدأت عملية الإخلاء قبل صدور قرار الوقف المؤقت، بينما يبدأ إخلاء المساكن الأخرى في 1 سبتمبر 2020.
في لاس فيغاس فالي، أطلقت المدينة والمقاطعة برنامج المساعدة الإسكانية لتوفير العون المالي للمستأجرين وأصحاب الرهن العقاري الذين تضرروا من جائحة كوفيد-19. موِّل البرنامج تحت غطاء قانون كيرز المتعلق بالإعانة والإغاثة والأمن الاقتصادي الخاص بفيروس كورونا. في شهر أغسطس 2020، أقرّت لجنة مقاطعة كلارك بالإجماع قانون طوارئ لحماية بعض المستأجرين من التمييز. جعل الإجراء الجديد رفض مالكي العقارات تأجير المنازل للأشخاص المتضررين ماليًا بسبب الجائحة أمرًا غير قانوني. أفاد تقرير من الشهر السابق أن ما يقارب 142,000 من الأسر (327.000 مستأجر أو 25% من عدد المستأجرين في الولاية) سيواجهون صعوبات في دفع الإيجار بحلول شهر سبتمبر 2020. ينتهي سريان قانون الطوارئ في 31 ديسمبر 2020.
شهدت أسعار المنازل في لاس فيغاس ارتفاعًا غير مسبوق رغم تسجيل الجائحة عدد حالات قياسيًا في منتصف 2020. ارتفعت نسبة المبيعات، وكانت المدن المخططة من أكثر المناطق مبيعًا في البلاد في النصف الأول من عام 2020، لكن ولاية نيفادا شهدت منذ بداية الجائحة ارتفاعًا في معدلات الجنح العقارية.
في 31 أغسطس 2020، أصدر سيسولاك قرارًا رسميًا ينص على تمديد وقف النشاط السكني مدة 45 يومًا، ما يوفر المزيد من الوقت لحكومة الولاية ومقاطعاتها لتنفيذ برامجها بالكامل. تشمل هذه البرامج تقديم مساعدات قصيرة الأمد لدفع الإيجار، ما يساعد مالكي العقارات والمستأجرين على حد سواء.
انتقد أصحاب العقارات قرار سيسولاك تمديد الوقف المؤقت لعمليات الإخلاء قبل يوم واحد فقط من انتهائه، مع أنه حاول تجنب ذلك مع طاقم العمل الخاص به. ما يزال مسموحًا لمالكي العقارات البدء في تحصيل الرسوم المتأخرة للتعويض عن الإيجارات التي خسروها، وكذلك الشروع في عمليات الإخلاء غير المبررة رغم قرار التمديد.

### المدارس
في الخامس عشر من مارس 2020، طلب سيسولك إغلاق مدارس الولاية لمدة ثلاثة أسابيع. لم يوافق العمدة غودمان على هذا القرار، لأنه أراد بقاء مدارس لاس فيغاس مفتوحة، مع تعيين مسؤولين على جميع المداخل لقياس حرارة الطلاب. بعد إغلاق المدارس، تلقى الأطفال تعليمهم بطريقة التعليم عن بعد عبر الإنترنت. بدأت المدارس حول الولاية بتوفير وجبات مجانية يمكن أن يستلمها الطلاب، وذلك لمساعدة العائلات غير القادرة على تحمل تكاليف الطعام. قدم تجمع مدارس مقاطعة كلارك (سي سي إس دي) أجهزة كمبيوتر من نوع كروم بوك للطلاب الذين لا يملكون جهاز كمبيوتر.
في أبريل 2020، أعلن سيسلوك أن المدارس سوف تبقى مغلقة خلال الربيع. بعد شهرين، كشف تجمع مدارس مقاطعة كلارك عن خططه لإعادة افتتاح مدارسها في أغسطس. من خلال المشاركة بين التعليم الشخصي والتعليم عبر الإنترنت. في النهاية، وافق التجمع على بدء العام الدراسي بطريقة التعليم عبر الإنترنت فقط، مع الاحتفاظ بإمكانية استئناف الحضور الشخصي في المدارس مع الوقت. في هذا الوقت، بقيت مقاطعة إزميرالدا خالية من فيروس كورونا وكانت تخطط لاستئناف التعليم المدرسي الطبيعي، على عكس المدن الكبيرة في الولاية. قال سيسلوك إن القرار حول كيفية تعليم الأطفال سيكون متروكًا للتجمعات المدرسية، قائلًا «عدد الطلاب في مدارس لوكلوك أقل بكثير من عدد الطلاب في الفصول الدراسية في مقاطعتي كلارك أو واشو. إنها مختلفة. الجميع مختلف، ويجب أخذ ذلك بعين الاعتبار».
بدأ تجمع مدارس مقاطعة واشو (دبليو سي إس دي) العام الدراسي الجديد في أغسطس 2020، وذلك من خلال حضور الطلاب الفعلي. لكن التجمع كان قد أوصى قبل شهر بتجنب استخدام التعليم المباشر، مشيرًا إلى معدل العدوى الكبير في المنطقة. إضافة إلى ذلك، احتج أكثر من 100 مدرس في مقاطعة واشو على إعادة افتتاح المدارس، قائلين إن المرافق لم تُجهز بشكل كاف وإن ظروف الجائحة ليست مناسبة لحضور الطلاب. تقدم مئات المدرسين من مقاطعة واشو -الذين ينتمي معظمهم إلى مجموعات الخطر المهددة بالموت إثر الإصابة بمرض فيروس كورونا- بطلبات للحصول على تجهيزات تسمح بالتعليم عن بعد بهدف العمل بأمان من منازلهم. وفقًا لتوصيات معهد هارفارد الصحي العالمي ومنظمة الصحة العالمية، حقق تجمع مدرسي واحد في مقاطعة مينيرال المعايير التي تسمح بإعادة الافتتاح الكامل. بعد إعادة افتتاح المدارس في مقاطع واشو بفترة قصيرة، مُنع 600 طالب من حضور الفصول الدراسية لأسباب مختلفة متعلقة باحتمال الاختلاط بمصابين بمرض فيروس كورونا.
قال تجمع مدارس مقاطعة كلارك إنه أصبح مجهزًا للتعليم عبر الإنترنت بشكل أكثر كفاءة بالمقارنة مع وقت سابق من العام. استخدم التجمع برامج من إنتاج شركتي كونكت2كومبيت وجو-جارديان لمراقبة نشاط الطلاب على الإنترنت وإبقاء تركيزهم منصبًا على العمل المدرسي. بدأ التجمع العام الدراسي الجديد في أغسطس 2020، وذلك باستخدام التعليم عبر الإنترنت فقط. لكن صفو اليوم الأول تعكر بسبب توقف نظام كانفاس لإدارة التعليم الذي يستخدمه الطلاب على امتداد الولايات المتحدة عن العمل. حدث العطل على امتداد البلاد وعُزي إلى استخدام عدد كبير من التلاميذ للبرنامج في وقت واحد. استخدم بعض المدرسين والطلبة خدمة غوغل ميت كبديل. عبر الأهالي والطلاب عن وجهات نظر متنوعة حول اليوم الأول.
بعد ذلك احتج أكثر من 100 شخص على خطة التعليم عن بعد التي يستخدمها تجمع مدارس مقاطعة كلارك، والأثر الذي تتركه هذه الخطة على الأطفال ذوي الاحتياجات الخاصة. قبل استئناف الدوام المدرسي بفترة وجيزة، رفع ثمانية من آباء التلاميذ دعوى قضائية فدرالية على تجمع مدارس مقاطعة كلارك، مدعين أن الأخير فشل في تقديم التعليم المناسب لأطفالهم ذوي الاحتياجات الخاصة وفقًا لاتفاقية تدريس الأفراد المعاقين. احتوت المنطقة على 42,000 طفل من ذوي الاحتياجات الخاصة.
في وادي لاس فيغاس، استأنف عدد من المدارس الخاصة التعليم بالحضور التقليدي، ما أثار القلق حول منح طلاب هذه المدارس أفضلية غير عادلة على بقية الطلاب الذين يستخدمون الإنترنت. مع استعمال التعليم عبر الإنترنت، وصل مدرسو مقاطعة كلارك بسرعة إلى الحد الأعلى المخصص لهم من البيانات، والمقدر بتيرابايت واحد.

### الرياضة
في الثاني عشر من مارس، أوقف دوري الهوكي الوطني موسمه إلى أجل غير مسمى، مؤثرًا على فريق فيغاس غولدن نايتس. صنف الدوري مدينة لاس فيغاس وملعب تي موبايل كمرشح ليكون واحدًا من «مدينتين مركزيتين» يتركز فيهما لعب المباريات الإقصائية لكأس ستانلي 2020، لكنها خسرت في النهاية ليكسب حقوق البطولة ملعب دوجرز بليس في إدمونتون وسكوتيابانك سنتر في تورونتو.
أوقف مؤتمر باك-12 مسابقة كرة السلة للرجال التابعة له، والتي كان من المقرر أن تُعقد في ملعب تي موبايل في اليوم ذاته.
ألغى الدوري الوطني لكرة القدم الأمريكية احتفالاته في لاس فيغاس بمناسبة السحب السنوي لدوري كرة القدم الأمريكية لعام 2020 (التي كان من المقرر أن يستضيفها نادي لاس فيغاس ريدرز، والذي خطط لإجراء مراسم السحب في ملعب لاس فيغاس ستريب)، مجريًا عملية السحب السنوي عن بعد بشكل كلي. سوف يُلعب الموسم الافتتاحي لفريق لاس فيغاس ريدرز خلف الأبواب المغلقة دون السماح بدخول مشاهدين.
في أواخر شهر مايو 2020، وافقت لجنة نيفادا الرياضية على إقامة أولى مسابقات الرياضات القتالية في لاس فيغاس منذ بدء الجائحة، لتنظم شركة بطولة القتال النهائي (يو إف سي) الحدث القتالي الأول (يو إف سي على إي إس بي إن: وودلي ضد بورنس) في الثلاثين من مايو، يليه حدث يو إف سي 250 في موقع مغلق ضمن استديوهات أبيكس التابعة لشركة يو إف سي في لاس فيغاس. وافقت اللجنة أيضًا على عرض بطاقتي ملاكمة تابعتين لشركة توب رانك على إي إس بي إن (بدءًا بنزال بين شاكور ستيفنسون وفيلكس كارابايو في التاسع من يونيو)، وذلك من خلال استضافة هاذين الحدثين وبقية الأحداث اللاحقة في استديو مغلق ضمن قاعة المؤتمرات التابعة لفندق إم جي إم غراند لاس فيغاس، وذلك بعد بناء «فقاعة» واقية للحفاظ على سلامة وأمان الملاكمين وطاقم العمل الأساسي.
أجرت ناسكار سباقًا على طريق لاس فيغاس السريع بين الحادي والعشرين والثالث والعشرين من فبراير، وذلك قبل أسبوعين من بدء الجائحة بحضور الجمهور. بقي موضوع سباق عطلة نهاية الأسبوع الخريفية مجهولًا فيما إذا كان الجمهور قادرًا على حضور السباق أم لا.

### البطالة
في الثامن عشر من مارس 2020، أعلن سيسلوك أنه طلب من مديرية نيفادا للبطالة والتدريب والتأهيل (دي إي تي آر) تسهيل حصول الأشخاص على تعويضات البطالة. في بداية الشهر التالي، اعترف سيسلوك باستياء السكان من عدم قدرتهم على التواصل مع دي إي تي آر. واجه الآلاف من العاطلين عن العمل صعوبات في التواصل مع الوكالة، وذلك نتيجة العدد الكبير من المكالمات التلفونية الموجهة إليها. قال سيسلوك «نحن لا نملك البنية جاهزة، يمكنني أن أؤكد لكم ذلك، لمعالجة هذا الكم الهائل. لم تتلق المديرية التمويل الذي كان يجب أن تتلقاه. لا يمكن أن تتوقعوا أبدًا ارتفاعًا في طلبات البطالة كالذي نتعامل معه الآن.» في الرابع عشر من أبريل 2020، ذكر سيسلوك أن إعادة التنظيم الكاملة لنظام البطالة في الولاية لن تتم، قائلًا إن ذلك قد يؤدي إلى منع السكان بشكل مؤقت من تقديم الطلبات ويسبب ضررًا أكثر من الفائدة المرجوة. في اليوم التالي، افتتحت المديرية مركز اتصالات جديدًا للمساعدة على التعامل مع قضايا البطالة. تولت الشركة الدولية ألوريكا إدارة هذا المركز.
اعتبارًا من السادس والعشرين من أبريل 2020، تقدم نحو 350,000 مواطن من نيفادا بطلبات للحصول على إعانات البطالة، مسجلًا رقمًا قياسيًا بلغ ضعف الرقم المسجل في فترة الركود الكبير. في الثامن من مايو 2020، أعلنت مديرية نيفادا للبطالة والتدريب والتأهيل عن نسبة بطالة قياسية في الولاية بلغت 22%، مرتفعة بشدة عن 4% في فبراير 2020.
في الثاني عشر من مايو 2020، رفعت امرأتان من رينو دعوى قضائية ضد دي إي تي آر، والتي افتقرت إلى نظام يسمح للسكان الذين يعملون بشكل مستقل بطلب إعانات البطالة تحت بنود قانون (كيرز). كانت نيفادا الولاية الأمريكية الوحيدة التي لا تملك نظامًا كهذا، على الرغم من وجود خطط لتطبيق نظام كهذا. بعد يومين، أعلنت دي إي تي آر أنها ستسمح للعمال المياومين والمقاولين المستقلين بالتقديم على طلبات معونات البطالة بعد يومين. في السادس عشر من مايو 2020، أطلقت دي إي تي آر موقعًا إلكترونيًا للعمال المياومين يسمح لهم بالتقدم بطلبات لمعونات البطالة، لكن السكان تذمروا لاحقًا من ظهور رسائل تشير إلى أعطال تقنية في الموقع.
بحلول الثامن والعشرين من مايو 2020، وصل معدل البطالة إلى 28%، وهو الأسوأ في أي ولاية منذ أن بدأ مكتب إحصاءات العمل بتعقب هذه البيانات عام 1976.
في صباح الأول من يونيو 2020، أطلقت دي إي تي آر خطًا تلفونيًا يسمح للعمال المياومين بمناقشة مشاكلهم في الحصول على إعانات البطالة. لكن الكثيرين تذمروا من كون الخطوط مشغولة وعدم قدرتهم على التواصل مع المديرية. في لاس فيغاس، احتج عدد من المواطنين على المديرية في يوم إطلاق الخط التلفوني. ردًا على ذلك، قالت المديرية إنها تعمل على تحسين نظامها وإن «نحو 500,000 مواطن من نيفادا تقدموا للحصول على تأمين ضد البطالة منذ بداية جائحة مرض فيروس كورونا. قبل الجائحة، تلقت المديرية نحو 2,000 طلب في الأسبوع، ونحن الآن نستقبل نحو 2,000 طلب في اليوم.»
في الثاني عشر من يونيو 2020، احتج عدد من الأشخاص في لاس فيغاس مرة أخرى إثر عدم حصولهم على تعويضات البطالة من الولاية. ذكرت دي إي تي آر صعوبة حل بعض الطلبات غير المدفوعة بسبب الخلافات حول فصل أرباب العمل. بعد أسبوع، أُعلن أن مديرة دي إي تي آر  ستتنازل عن منصبها بعد تلقيها تهديدات من أشخاص مستائين لم يتلقوا تعويضات البطالة الخاصة بهم بعد. رُفعت دعوى قضائية لاحقًا خلال ذلك الشهر، طالبة من المحكمة أن تطلب من الولاية دفع تعويضات البطالة للأشخاص الذين لم يتلقوها بعد. أعلنت المديرية أن هؤلاء الأشخاص مؤهلون للحصول على مساعدة البطالة خلال الجائحة (بي يو إيه)، كجزء من قانون كيرز، لكن الدعوى ادعت أن دي إي تي آر كانت تسيء فهم التوصيات الصادرة عن وزارة العمل الأمريكية فيما يخص تعويض بي يو إيه.

### الاقتراع
أعلنت باربرا سيغافسكي وزيرة خارجية ولاية نيفادا في الرابع والعشرين من مارس 2020 أن الولاية ستسعى إلى إجراء انتخاباتها المبدئية بشكل شبه كلي بطريقة الاقتراع الغيابي نتيجة المخاوف حول فيروس كورونا. خُطط لإرسال أوراق الاقتراع الغيابي بالبريد إلى جميع الناخبين الفاعلين، وبذلك تنضم نيفادا إلى عدد متنامٍ من الولايات التي تخطط لإجراء الاقتراع الغيابي على نطاق واسع خلال فترة الجائحة. نتيجة للجائحة، قُرر أن كل مقاطعة ستخصص مركز اقتراع فعليًا واحدًا.
في أبريل 2020، رُفعت دعوى قضائية ضد سيغافسكي من قبل محامين يمثلون حزب نيفادا الديمقراطي واللجنة الوطنية الديمقراطية ولجنة الحملة الديمقراطية التشريعية ولجنة بريوريتيز يو إس إيه للعمل السياسي وعدد من المصوتين. طلبت الدعوى القضائية إضافة مراكز اقتراع إضافية للانتخابات الأولية، كما طلبت رفع الحظر على عملية تجميع أوراق الاقتراع بهدف مساعدة الناخبين بشكل أفضل. طلبت الدعوى أيضًا ألا تُرفض أوراق الاقتراع الغيابي على أساس التواقيع غير المتطابقة، ذاكرة أن مسؤولي الاقتراع لم يملكوا التدريب الكافي للتحقق من التواقيع وأن التواقيع غير المتطابقة لن تؤثر على شرعية الانتخابات.
رُفعت دعوى قضائية أخرى ضد سيسغافسكي لاحقًا خلال ذلك الشهر، وذلك من قبل المجموعة المحافظة ترو ذا فوت. ادعت المجموعة أن الاقتراع البريدي الجماعي سوف يؤدي إلى التزوير الانتخابي، على الرغم من أن الحالات المثبتة للتزوير من هذا النوع نادرة. سمح قاضٍ بالاستمرار في الانتخابات المبدئية بوجود جانبها المعتمد على البريد. نتيجة لدعوى الحزب الديمقراطي، افتُتحت ثلاثة مراكز اقتراع جديدة في مقاطعة كلارك، ووافقت المقاطعة على إرسال الأوراق الانتخابية البريدية إلى جميع الناخبين المسجلين؛ بدلًا من الناخبين الفاعلين فقط. طلب جمهوريو نيفادا الحصول على سجلات من لجنة مقاطعة كلارك حول القرار، قائلين إن هناك حاجة لعقد اجتماع علني.
لطالما كان الرئيس ترامب من منتقدي الاقتراع عبر البريد، قائلًا إن هذه الطريقة تشجع الاحتيال الانتخابي. في مايو 2020، عبّر ترامب عن امتعاضه من فكرة التصويت البريدي في نيفادا، كاتبًا على تويتر: «ولاية نيفادا ’تعتقد’ أنها قادرة على إرسال أوراق اقتراع بريدية غير قانونية، مؤدية إلى حدوث سيناريو احتيال انتخابي ضخم للولاية والولايات المتحدة. لا يستطيعون ذلك! إذا فعلوا ذلك ’أعتقد’ أنني قادر على قطع التمويل عن الولاية. أعتذر، لكنكم لا يجب أن تغشوا في الانتخابات». انتقد ممثلو الحزب الديمقراطي في نيفادا تعليق ترامب، ومن بينهم سيسلوك الذي قال «أن يهدد الرئيس بقطع التمويل الفدرالي في ظل جائحة عن ولاية تمارس سلطتها في إجراء الانتخابات بشكل آمن وقانوني هو أمر غير لائق وشائن».
عقدت نيفادا انتخاباتها البدئية في التاسع من يونيو 2020. على الرغم من استخدام أوراق الاقتراع البريدية، ظهرت طوابير طويلة من الناخبين في رينو ووادي لاس فيغاس، مستمرة حتى الصباح المبكر لليوم التالي. مثل الانتخاب بالحضور الفعلي إلى مركز الاقتراع 1.6% من مجموع الأصوات المسجلة في هذه الانتخابات، مقارنة مع 34.2% في انتخابات نيفادا لعام 2018. احتاج صدور النتائج النهائية للانتخابات البدئية إلى عشرة أيام، وذلك بسبب العدد الكبير من الأصوات الغيابية المرسلة بالبريد.
في الثالث من أغسطس 2020، وقع سيسلوك على قرار تشريعي يؤمن إرسال أوراق الاقتراع إلى جميع الناخبين الفاعلين من أجل الانتخابات الرئاسية الأمريكية لعام 2020، لتصبح الولاية الثامنة التي تفعل ذلك. هدفت هذه الحركة إلى حماية السكان من التقاط العدوى بفيروس كورونا، من خلال خفض الحضور الشخصي إلى صناديق الاقتراع إلى الحد الأدنى. قالت سيغافسكي، وهي الجمهورية الوحيدة التي تشغل منصب خارجية الولاية، إنها لم تكن تعلم بمشروع قانون أوراق الاقتراع حتى رأت مسودة منه، وذلك قبل يوم واحد من تصويت جمعية نيفادا عليه. انتقدت مجلس نيفادا التشريعي المدار من قبل الديمقراطيين لإقصائها من النقاشات حول مشروع القانون، وقالت إن تطبيقه سيكلف مبلغًا إضافيًا يقدر بـ 3 ملايين دولار أمريكي.
في الرابع من أغسطس 2020، وردًا على خطة الولاية بالاقتراع عبر البريد، رفع محامو ترامب دعوى قضائية ضد سيغافسكي نيابة عن حملته الانتخابية الرئاسية والحزب الجمهوري. اعتقد ترامب أن الاقتراع عبر البريد قد يهدد شرعية الانتخابات الرئاسية. كان الاقتراع البريدي واسع النطاق أمرًا شائعًا في الولايات الأخرى حيث طُور النظام البريدي على مدى عدة سنوات، على عكس نيفادا. ادعى ترامب عبر تويتر «نيفادا لا تملك أي بنية تحتية للاقتراع عبر البريد. سيكون الأمر كارثة فاسدة إذا لم تضع المحاكم حدًا له. سيأخذ الأمر أشهرًا، أو سنوات، لفهمه بشكل واضح». لكن الخدمة البريدية للولايات المتحدة (يو إس بي إس) أخبرت الولاية بوجود وقت كاف للناخبين لكي يرسلوا أصواتهم عبر البريد. كانت نيفادا واحدة من أربع ولايات لم تحذرها الخدمة البريدية من وجود مشاكل محتملة في إرسال الأصوات عبر البريد. بعد إرسال الدعوى بفترة قصيرة، أُكد أن أكثر من 223,000 ورقة انتخابية أُعيدت إلى مقاطعة كلارك باعتبارها غير قابلة للتسليم، وذلك من مجموع 1,3 مليون ورقة انتخابية. لكن لم يؤكد حدوث أي حالة تزوير في الانتخابات المبدئية.
لاحقًا في أغسطس 2020، طلبت سيغافسكي تعديلًا قانونيًا طارئًا من سيسلوك يسمح بإشراف أكبر على عملية تجميع أوراق الاقتراع. رفض سيسلوك الطلب، واصفًا إياه بمحاولة لاستخدام «عملية التعديل القانوني الطارئ بغية تحقيق ما يبدو أسبابًا سياسية». في هذه الأثناء، أعلن سجل مقاطعة كلارك للناخبين عن خطط لتقليل مراكز الانتخاب الشخصي من 159 إلى 125. جاء هذا التخفيض نتيجة صعوبات في إيجاد عاملين لإدارة هذه المراكز. يتطلب قانون الولاية وجود 100 مركز انتخابي شخصي في المقاطعة.

## إحصائيات
في نيفادا، كان مرض فيروس كورونا مسؤولًا عن وفيات أكثر في شهر أبريل 2020 من تلك الناتجة عن الإنفلونزا وذات الرئة في الشهر ذاته من عامي 2018 و2019. في الثالث عشر من مايو 2020، أعلنت مديرية صحة جنوب نيفادا عن وجود أكثر من 5,000 حالة في مقاطعة كلارك. مثل ذوو الأصل الإسباني نسبة 27% من المصابين، ليصبحوا أكثر المجموعات العرقية تأثرًا بالجائحة في المقاطعة. يمثل ذوو الأصل الإسباني 31% من مجموع سكان مقاطعة كلارك. في يوليو 2020، أعلن مسؤولون صحيون نتائج دراسة للأجسام المضادة أُجريت في منقطة رينو-سباركس خلال الشهر الماضي. وجدت الدراسة أن الاختبارات الفيروسية لمرض فيروس كورونا كثيرًا ما كانت تقدم عددًا للإصابات أقل بكثير من العدد الحقيقي للحالات الإيجابية، لتصل إلى نتيجة مفادها أن عدد المصابين الحقيقي يُقدر بأربعة إلى خمسة أضعاف من تلك المسجلة. اعتبارًا من سبتمبر 2020، حدثت نسبة 4% من الإصابات لدى الأطفال دون عمر العاشرة، وسُجلت وفاة واحدة في هذه الفئة العمرية. مثل المصابون من الفئة العمرية بين عشر سنوات و19 سنة 9% من الحالات المسجلة، وُسجلت وفاتان في هذه الفئة العمرية.
الحالات المرضية لجائحة فيروس كورونا في نيفادا تبعًا لكل مقاطعة
| المقاطعة     | الحالات | الوفيات | الشفاء | عدد السكان | عدد الحالات لكل 100 ألف مواطن |
| 16/17        | 78,355  | 1,582   |        | 3,148,054  | 2,489,0                       |
| ------------ | ------- | ------- | ------ | ---------- | ----------------------------- |
| مدينة كارسون | 536     | 8       | 457    | 56,546     | 947,9                         |
| تشرشل        | 141     | 3       | 116    | 25,876     | 544,9                         |
| كلارك        | 66,009  | 1,377   | -      | 2,318,174  | 2,847.5                       |
| دوغلاس       | 298     | 1       | 262    | 49,695     | 599.7                         |
| إلكو         | 949     | 10      | -      | 54,985     | 1,725.9                       |
| إزميرالدا    | 0       | 0       | -      | 947        | 0.0                           |
| يوريكا       | 10      | 0       | -      | 1,966      | 508.6                         |
| هامبولدت     | 121     | 4       | -      | 17,062     | 709.2                         |
| لاندر        | 70      | 1       | -      | 5,996      | 1,167.4                       |
| لينكولن      | 7       | 0       | -      | 5,200      | 134.6                         |
| ليون         | 434     | 7       | 350    | 57,987     | 748.4                         |
| مينيرال      | 13      | 0       | -      | 4,561      | 285.0                         |
| ناي          | 503     | 15      | -      | 48,864     | 1,029.4                       |
| بيرشينغ      | 21      | 0       | -      | 6,962      | 301.6                         |
| ستوري        | 10      | 0       | 9      | 4,465      | 224.0                         |
| واشو         | 9,172   | 155     | 6,990  | 478,155    | 1,918.2                       |
| وايت باين    | 61      | 1       | -      | 10,586     | 576.2                         |

آخر تحديث في 26 سبتمبر 2020
البيانات صادرة علنًا عن مديرية نيفادا للصحة والخدمات البشرية.

## الروابط الخارجية
- معلومات الفيروس التاجي من وزارة الصحة والخدمات الإنسانية في نيفادا